# José Parada y Barreto
José Parada y Barreto (Jerez de la Frontera, 24 de març de 1834 - 1886) fou un compositor, musicògraf i escriptor andalús.
Fets els primers estudis de llatí i filosofia, la seva afició a la música el portà a cultivar les diferents branques de l'art musical, i als catorze anys ja figurava com a violí en una orquestra que executava les seves pròpies composicions. Ensems s'havia donat a conèixer com excel·lent crític musical, i el 1857 es traslladà a Brussel·les, en el qual Conservatori ingressà, tenint per mestres entre d'altres a Fétis i en Servais. Després viatjà per França, Alemanya i els Països Baixos, i després d'una curta estada a Espanya, es traslladà de nou a Brussel·les el 1861, on residí fins al 1865, establint-se definitivament al seu retorn a Madrid.
Entre les seves composicions hi figuren les òperes: Le réve i Et contrabandista, nombroses simfonies, obertures, quartets i peces religioses.
Com a musicògraf se li deu: Memoria històrica sobre la música de los belgas (Madrid, 1859), La marcha de los acordes y el bajo fundamental, L'òpera espanyola, Misterios de la música, o nueva escuela recreativa é instructiva del arte de conmover con la combinación de los sonidos; La vie et les oeuvres d'Hilarion Eslava, Guia musical o instruccions sobre los requisitos y cualidades necesarias para seguir con éxito las diferentes carreres de la música (Madrid, 1866), i Diccionario técnico, històrico y biográfico de la música (Madrid, 1868).
A més, col·laborà en algunes de les obres didàctiques d'Eslava, amb el que l'unia una gran amistat, dirigí la Revista i Gaceta Musical, de Madrid, i publicà nombrosos estudis a El Arte Musical, Revue des Deux Mondes, Revue du Plain-Chant, España Artística, Iberia, etc.